# Roger C. Blockley
Roger C. Blockley (* 5. Mai 1943 in Leicester) ist ein kanadischer Althistoriker britischer Herkunft.
Blockley studierte Klassische Philologie und Alte Geschichte an der University of Leicester (BA 1964) und an der McMaster University in Kanada (MA 1966). Anschließend arbeitete er als Lecturer an der University of Nottingham, wo er 1970 zum Ph.D. promoviert wurde.
Nach der Promotion ging Blockley als Assistant Professor of Ancient History an die Carleton University. 1973 wurde er zum Associate Professor ernannt, später erhielt er eine Daueranstellung. Seit seinem Eintritt in den Ruhestand arbeitet er als Lehrbeauftragter (Contract Instructor) an der Carleton University.
Blockleys wissenschaftliche Arbeit ist der Spätantike gewidmet, bei der er sich besonders für Verwaltungsgeschichte, Diplomatik und Geschichtsschreibung interessiert. Er legte mehrere grundlegende Studien auf diesem Gebiet vor, darunter auch kommentierte zweisprachige Editionen verschiedener nur fragmentarisch erhaltener Autoren.

## Schriften (Auswahl)
- The reliability of Procopius. Some aspects of the De bello Vandalico. Hamilton (Ontario) 1961, (Master-Arbeit).
- Ammianus Marcellinus. A study of his historiography and political thought (= Collection Latomus. Bd. 141, ISSN 1378-8760). Latomus, Brüssel 1975 (Zugleich: Nottingham, Universität, Dissertation).
- Ammianus Marcellinus. A selection with introduction, notes and commentary. Bristol Classical Press, Bristol 1980, ISBN 0-906515-07-6.
- The fragmentary classicising historians of the later Roman Empire. Eunapius, Olympiodorus, Priscus and Malchus (= Arca. 6 und 10). 2 Bände. Cairns, Liverpool 1981–1983, ISBN 0-905205-07-3.
- The history of Menander the Guardsman. Introductory essay, text, translation and historiographical notes (= Arca. 17). Cairns, Liverpool 1985, ISBN 0-905205-25-1.
- East Roman Foreign Policy. Formation and Conduct from Diocletian to Anastasius (= Arca. 30). Cairns, Leeds 1992, ISBN 0-905205-83-9.